# Lepechiniella michaelis
Lepechiniella michaelis är en strävbladig växtart som beskrevs av Vitaliǐ Petrovich Goloskokov. Lepechiniella michaelis ingår i släktet Lepechiniella och familjen strävbladiga växter. Inga underarter finns listade i Catalogue of Life.